# Lípa americká
 Poslechnout si článek · info
Lípa americká (Tilia americana) je opadavý listnatý strom dorůstající výšek 20–35 m. Letorosty jsou zelené, zvláště svrchu načervenalé. Čepele listů jsou nápadně velké, 10–15, někdy až 25 cm dlouhé. Na rubu jsou chomáčky rezatých chlupů v paždí žilek, na bázi listů však chybí. Plod je kulatý, plstnatý, asi 7–10 mm v průměru.

## Rozšíření
Lípa americká je původní ve východní části Severní Ameriky. V Česku se pěstuje jen vzácně v arboretech a parcích.